# Michael Buthe
Michael Buthe, né le 1er août 1944 à Sonthofen et mort le 14 novembre 1994 à Bad Godesberg[réf. nécessaire], est un peintre, un sculpteur et un écrivain allemand.

## Biographie
De 1956 à 1963, Michael Buthe fréquente la Realschule (école secondaire allemande) d'Höxter et est déjà remarqué pour ses talents. De 1964 à 1965, il étudie à la Werkkunstschule de Cassel dans la classe de peinture appliquée et de morphologie d'Adolf Buchleiter. Ensuite, jusqu'en 1968, il suit les cours d'Arnold Bode. 
En 1968 il emménage à Cologne. Il changera ensuite d'ateliers à de nombreuses reprises dans les années suivantes mais Cologne restera une ville d'une grande importance à ses yeux. En 1971, il entreprend son premier voyage au Maroc. L'orient, ses hommes et sa spiritualité transforment alors toute l'œuvre artistique de Buthe. Il voyage alors sans cesse entre Cologne et Marrakech.
En 1976, Michael Buthe reçoit le prix de la Villa Romana et part un an à Florence. À son retour à Cologne en 1977, il entreprend l'écriture de Die wunderbare Reise des Saladin Ben Ismael. Suivront d'autres contes, paraboles, poèmes et journaux intimes. Le Westdeutsche Rundfunk Köln tourne alors un portrait artistique de Buthe intitulé Phantomas Phantastico. En 1981, Buthe est nommé professeur invité à l'Académie des beaux-arts de Düsseldorf et un an plus tard, il fonde son grand atelier à Cologne. Il vit ensuite dans les locaux d'une vieille centrale électrique dans une communauté d'artistes comme l'acteur Udo Kier, ou encore Marcel Odenbach.
En 1983, il est professeur à l'Académie des beaux-arts de Düsseldorf. Puis, en 1991, Michael Buthe quitte sa maison à Marrakech pour rejoindre un atelier à Majorque où il ne peut séjourner qu'exceptionnellement.
Une maladie, conséquence d'une jaunisse pendant l'enfance, occasionne à Buthe de grosses difficultés de santé. Il doit donc faire un long séjour à l'hôpital dans les années 1990, à Bonn.
En 1994 parait un recueil de poèmes, Steine, à l'occasion d'une exposition à la galerie Orangerie-Reinz à Cologne. 
Il meurt à l'hôpital de Bad Godesberg et est inhumé le 22 novembre 1994 à Höxter.

## Œuvre
Le voyage de Michael Buthe au Maroc en 1971 est un des tournants majeurs de son œuvre. Là-bas, il découvre la puissance des couleurs vives, et s'inspire des formes et matériaux orientaux. De plus, il s'enrichit de la pratique artistique marocaine, différente de celle des Européens. Il est fasciné par cette culture et se sert de cette rencontre avec l'Orient pour enrichir sa propre peinture et son art en général. Cela se traduira par la présence d'une mystique héliocentrique dans ses œuvres. 
Plus qu'un simple peintre, Michael Buthe met en place de véritables scénographies aux références orientales, insérant des objets dans ses toiles tels que des voilages, des papiers brillants. Il se place alors en totale opposition avec le minimalisme, préférant des œuvres plus chargées mais non dénuées de poésie et de préciosité. Mêlant collage et peinture, insérant des matériaux divers, parfois périssables, il utilise une large palette de techniques afin d'exprimer son art. Il est très influencé par les mythes, les légendes et les fables et l'on retrouve aussi cela dans ses différentes œuvres. Le voyage, symbole de sa propre expérience, est lui aussi omniprésent et invite au brassage culturel.
Finalement, son univers est à la fois exubérant et onirique, extravagant et sensible. La présence récurrente de l'or dans ses toiles insuffle quant à elle la préciosité et rappelle une fois de plus l'Orient et ses mystères.

## Expositions

### Expositions de Michael Buthe
- 1969 - "Quand les attitudes deviennent forme" - Kunstalle de Bern, Suisse
- 1970 - Galerie René Ziegler, Zurich
- 1972 - Galerie Möllenhoff, Cologne
- 1979 - Galerie Bama, Paris
- 1980 - Museum Folkwang, Essen
- 1981 - Galerie Bama, Paris
- 1982 - Holly Solomon Gallery, New York
- 1984 - Museum van Hedendaagse Kunst, Gand
- 1984 - Villa Stuck, Munich
- 1985 - Galerie Mod. Kunst Dietmar Werle, Cologne
- 1986 - Galerie Munro, Hambourg
- 1986 - Museum Ludwig, Grafisches Kabinett, Cologne
- 1988 - Museum of Modern Art, Humlebaek (Louisiane)
- 1989 - Württembergischer Kunstverein, Stuttgart
- 1989 - Galerie Crousel-Robelin, Paris
- 1991 - Galerie Curtze, Vienne
- 1993 - Galerie Holtmann, Cologne
- 1995 - Evangelische Trinitatiskirche, Cologne
- 1994 - Galerie Orangerie-Reinz, Cologne
- 1994 - Galerie Rippentrop, Eltville
- 1997 - Galerie Ott, Düsseldorf
- 1998 - Galerie Lange, Bonn
- 2006 - Altes Pfandhaus, Cologne
- 2009 - Ernst-Barlach-Haus (de), Hambourg; Arp Museum Bahnhof Rolandseck, Remagen
- 2012 - Triennale "Intense proximité" Palais de Tokyo, Paris, France

### Expositions de groupe
- 1970 - Beuys, Buthe, Eggenschwiler..., Kunstmuseum (de) Lucerne et Association d'art (de) Munich
- 1972 - documenta 5, Cassel
- 1977 - documenta 6, Cassel
- 1982 - documenta 7, Cassel
- 1984 - Biennale de Vienne [réf. nécessaire]
- 1985 - Kunsthalle de Berne
- 1986 - Sammlung Toni Gerber, Berne
- 1992 - Documenta IX, Cassel

## Littérature
Michael Buthe n'était pas uniquement un artiste peintre ou un sculpteur. Il s'est aussi essayé à la littérature : 
- Michael Buthe, Die Renaissance war ausgebrochen. In: Dietmar Werle, Michael Buthe - Florentinische Bilder, Ostfildern et Cologne, 1995.
- Michael Buthe, Hommage an einen Prinzen aus Sarmakand. In: Stephan von Wiese, Michael Buthe - Skulptura in Deo Fabulosa, Munich, 1983.
- Michael Buthe, Steine, Cologne, 1994.

L'artiste, peu connu en France, est plus connu en Allemagne. Ces livres le concernent : 
- Tilman Osterwold (Hrsg), Michael Buthe - Primavera Pompeijana, Stuttgart, 1989  (ISBN 3-89322-147-6)
- Udo Kier, Footprints, Cologne et New York, 1991
- Hans-Michael Herzog (Hrsg., Michael Buthe - Frühe Zeichnungen, Collagen, Tagebücher, Ostfildern-Ruit et Bielefeld, 1999.

## Dédicaces
- Wolfgang Niedecken, Novembermorje (Lied der Gruppe BAP), Cologne, 1996
- Gerd J. Pohl, Ostheim (essai), Lantershofen, 2006
- Gerd J. Pohl et Konstantin Gockel, Michael Buthe (Konzert- und Rezitationsprogramm), Cologne, 2006